# Roger Ibáñez
Roger Ibáñez (Barcelona, 1977), que firma Roger, es un dibujante de historietas español. A pesar de sus comienzos como dibujante de manga, su estilo tiene múltiples influencias, muy alejadas de este. Ha desarrollado un estilo propio en el que el entintado confiere una patente elegancia al dibujo.[cita requerida]

## Biografía
Entre 1991 y 1995 estudia en la Escola de Cómic Joso, años que resultarán decisivos para su formación. En 1993 realiza varias historias cortas junto con el guionista Albert García para el fanzine GÑ! En 1994 gana el primer concurso manga de Norma Editorial. Entre 1994 y 1996 publica historias cortas en Otaku (con guiones de Albert García y de Raule) y en Sukube (con guiones de Núria Peris). También publica con guion de Albert García el comic book "Hiromi" para Camaleón Ediciones. A partir de esta colaboración con Raule, sus trayectorias van a ir ligadas.  
En 1997 entinta los lápices de Núria Peris en "El vuelo de Skhum", con guion de Germán García, para Planeta. Ese mismo año comenzó a colaborar con el guionista Raúl Anisa (Raule), primero en la revista "Otaku", y a partir de 1999, en la revista erótica "Penthouse Comix" de Ediciones El Jueves, donde publicaron trece historias. Para Amaníaco Ediciones, ambos crearon "Hole´n´virgin" y "Amores muertos" en 2002 y "Cabos sueltos" en 2003.
En 2004, en el festival de Angoulême, ambos llegan a un acuerdo con Dargaud-Benelux para la realización de Jazz Maynard, una serie de género negro ambientada en el barrio de El Raval de Barcelona, cuyo primer volumen vio la luz en 2007. Mientras tanto, Diábolo Ediciones había publicado una reedición de "Amores muertos" y "Cabos Sueltos" en un solo tomo llamado "Vidas a Contraluz"

## Obra
- Hole´N´Virgin (Amaníaco Ediciones, 2002)
- Amores Muertos (Amaníaco Ediciones, 2002)
- Cabos Sueltos (Amaníaco Ediciones, 2003)
- Vidas A Contraluz (Diábolo Ediciones, 2006)
- Jazz Maynard 1. Home Sweet Home (Dargaud / Diábolo Ediciones, 2007)
- Jazz Maynard 2. Mélodie d'El Raval (Dargaud / Diábolo Ediciones, 2008)
- Jazz Maynard 3. Envers et contre tout (Dargaud / Diábolo Ediciones, 2008)
- Jazz Maynard 4. Sans espoir (Dargaud / Diábolo Ediciones, 2010)
- Jazz Maynard integral (Dargaud / Diábolo Ediciones, 2010)
- ¿Quién le zurcía los calcetines al rey de Prusia mientras estaba en la guerra? (Dargaud / Norma Editorial, 2013)